# Blavignac
Blavignac ist eine französische Gemeinde mit 257 Einwohnern (Stand: 1. Januar 2022) im Département Lozère in der Region Okzitanien. Sie gehört zum Kanton Saint-Chély-d’Apcher und zum Arrondissement Mende. Sie grenzt im Nordwesten an Chaulhac (Berührungspunkt), im Norden an Saint-Léger-du-Malzieu, im Osten an Le Malzieu-Ville, im Südosten an Saint-Pierre-le-Vieux, im Süden an Saint-Chély-d’Apcher und im Westen an Albaret-Sainte-Marie. Das bewohnte Gebiet besteht aus den Dörfern Blavignac, Rouveyet, La Vaissière Noire, Chassagnes, Blavignaguet, La Brugère, La Petge, Le Mazel und La Font Saint-Martin.

## Bevölkerungsentwicklung
| Jahr      | 1962 | 1968 | 1975 | 1982 | 1990 | 1999 | 2008 | 2018 |
| --------- | ---- | ---- | ---- | ---- | ---- | ---- | ---- | ---- |
| Einwohner | 275  | 205  | 162  | 246  | 273  | 225  | 214  | 261  |

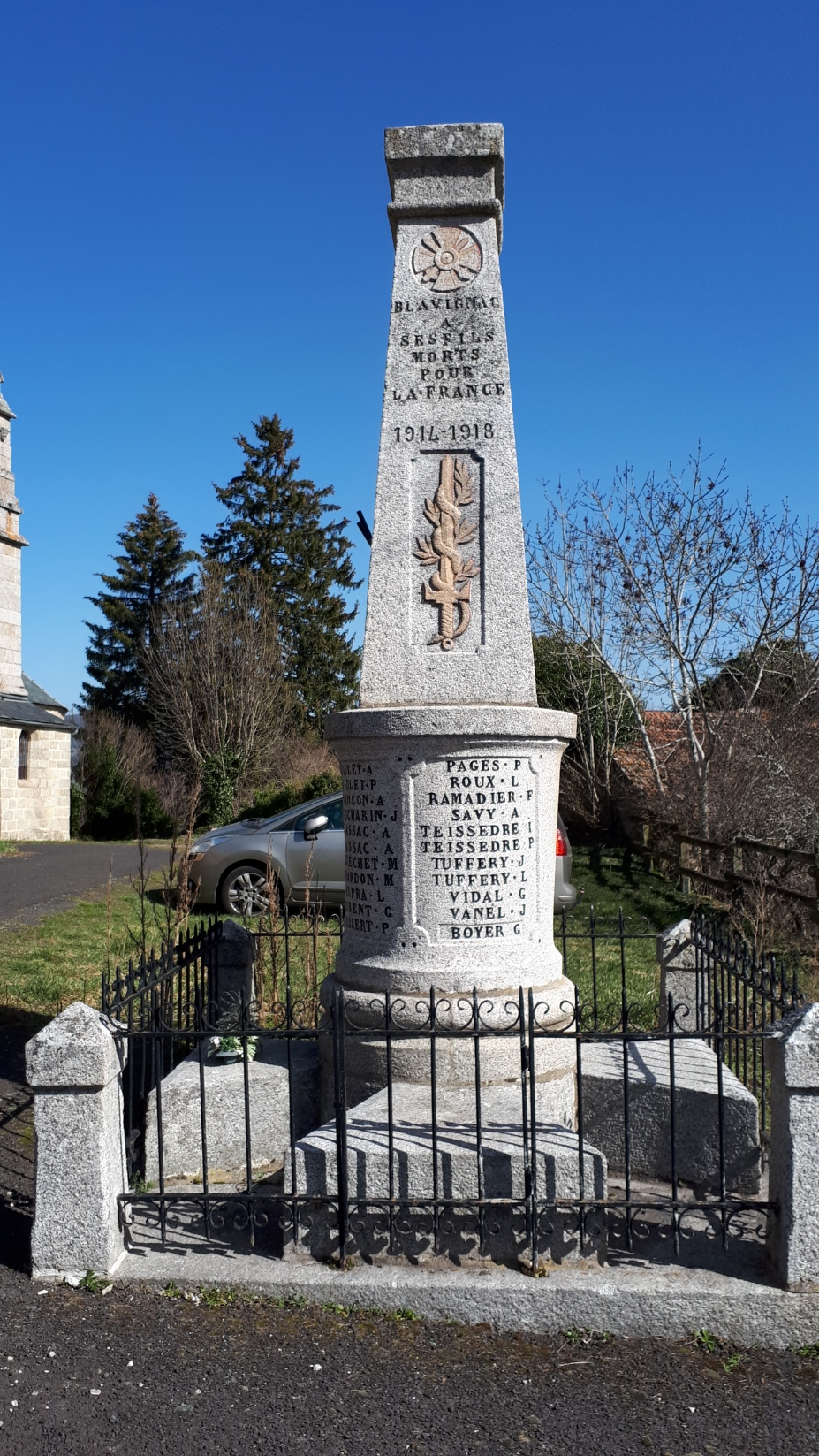
Gefallenendenkmal
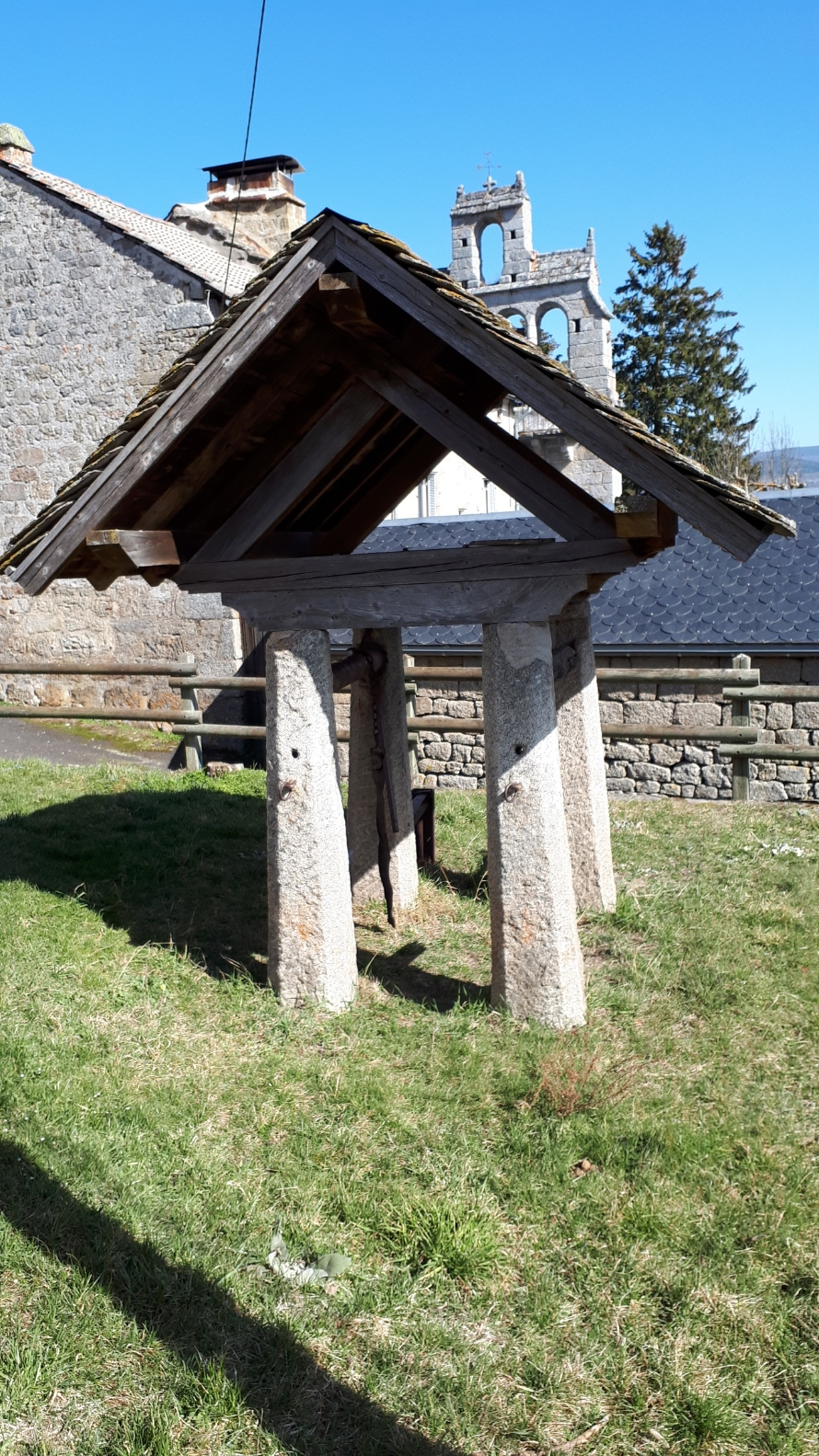
Klauenstand